# Accident d'un C-130 iranien en 2005
Un Lockheed C-130 Hercules de l'armée de l'air iranienne, qui transportait 94 personnes, s'est écrasé le 6 décembre 2005 (14 heures 10, heure locale, 10 heures 40 UTC) à Téhéran en Iran, sur un immeuble de dix étages qui a pris feu. 
Cet avion de transport militaire transportait 94 passagers, dont dix membres d'équipage et 78 journalistes qui se rendaient à Bandar Abbas, ville portuaire du sud de l'Iran, pour couvrir des manœuvres militaires dans la région. Il a percuté un immeuble de dix étages d'un quartier résidentiel du sud de Téhéran en Iran, faisant au moins 116 morts. Selon le maire de Téhéran, Mohammad Bagher Ghalibaf, les 94 passagers et membres d'équipage à bord ont été tués, au moins 22 habitants de l'immeuble ont été tués et 90 autres blessés, dont 28 ont été hospitalisés, certains dans un état critique. 
D'après la télévision publique, l'appareil, âgé, s'est écrasé alors qu'il tentait un atterrissage d'urgence à l'aéroport de Mehrabad de Téhéran. Il avait décollé de cet aéroport à destination de Bandar Abbas, quand une défaillance mécanique l'a contraint à faire demi-tour.